# Patricia Cornwell
Patricia Daniels Cornwell (Miami, 9 giugno 1956) è una scrittrice e giornalista statunitense.
È una discendente di Harriet Beecher Stowe, l'autrice di La capanna dello zio Tom.
Nata con il nome di Patricia Daniels, la scrittrice è stata sposata con un docente universitario, Charles Cornwell, di cui ha conservato il cognome per firmare i romanzi che scrive.
Scrittrice ormai affermata e multimilionaria, la Cornwell - che ha fondato una apposita società, la Cornwell enterprise - è nota anche per le sue attività benefiche: tra le altre cose, l'istituzione di una borsa di studio presso l'Università del Tennessee e la donazione della sua collezione di dipinti di Walter Sickert all'Università di Harvard.

## Biografia
Nonostante un'infanzia difficile ed una degenza in un ospedale psichiatrico, si è laureata in inglese nel 1979 al Davidson College, a Davidson, in Carolina del Nord (qui trasferitasi grazie a una borsa di studio come giocatrice di tennis dopo aver iniziato gli studi al King College di Bristol). Il 14 giugno 1980, poco dopo essersi laureata, sposò uno dei suoi professori di inglese, Charles L. Cornwell, che aveva 17 anni più di lei. Il professor Cornwell in seguito lasciò la cattedra di ruolo per diventare un predicatore. Nel 1989, la coppia si separò e Patricia mantenne il suo nome da sposata dopo il divorzio.
Ha avuto una lunga carriera giornalistica.
Dopo aver fatto l'analista informatico presso l'ufficio di medicina legale della Virginia, ha raggiunto il successo come scrittrice di romanzi, centrando le proprie storie poliziesche sulla figura di un medico legale donna, Kay Scarpetta, che affronta e risolve casi di omicidio, alcune volte con l'aiuto della nipote Lucy, del poliziotto Pete Marino e del compagno e poi marito, Benton Wesley (agente FBI).
L'enorme successo di critica e pubblico dei romanzi che vedono protagonista la dottoressa Scarpetta non è stato replicato dai romanzi che hanno per protagonisti Judy Hammer e Andy Brazil.
Sono molti i legami tra i libri di Patricia Cornwell e la sua vita privata. Kay Scarpetta e la nipote Lucy possiedono le caratteristiche e le qualità dell'autrice, come le conoscenze informatiche e di medicina legale.
Anche l'omosessualità di Lucy trova riscontro nella realtà: Patricia Cornwell alla fine degli anni novanta è stata chiamata a testimoniare in un processo che vedeva imputato un agente dell'FBI accusato di aver tentato di uccidere la moglie, anch'essa agente dell'FBI. L'uomo aveva scoperto che la moglie aveva avuto una relazione con la scrittrice, della quale era consulente. In aula Patricia Cornwell ha ammesso la relazione.
Dalla quattordicesima avventura di Kay Scarpetta, Il libro dei morti (Book of the Dead, 2007) vi è in ogni suo libro della serie (eccetto il quindicesimo dedicato al suo editore) una dedica alla «Dr.ssa Staci Gruber, professoressa associata in Psichiatria alla Harvard Medical School e direttrice associata del Laboratorio delle Neuroimmagini Cognitive all'Ospedale McLean». La competenza professionale della dottoressa Gruber è evidente nei dettagli scientifici del libro, ma il rapporto fra le due donne è assai più che professionale. Nel 2006 Cornwell ha sposato Staci Ann Gruber,  senza tuttavia rivelare la notizia del suo matrimonio fino al 2007. Cornwell in seguito ha dichiarato che compiere 50 anni le aveva fatto capire l'importanza di parlare per la parità di diritti e affermò di come Billie Jean King l'avesse aiutata a venire a patti con il parlare pubblicamente della propria sessualità. Vive con Gruber nel Massachusetts.
Fin dall'infanzia, Cornwell è stata amica della famiglia del predicatore evangelico Billy Graham e di sua moglie Ruth Bell, spesso servendo come portavoce non ufficiale della famiglia sui media. Scrisse anche una biografia autorizzata di Ruth Bell Graham. Cornwell era in precedenza amica personale dell'ex presidente George H. W. Bush, che lei chiamava "Big George", trascorrendo un certo numero di settimane nel ritiro estivo della famiglia a Kennebunkport, nel Maine.
La Cornwell è apparsa anche, nel ruolo di se stessa, in un episodio della serie Criminal Minds.

### Problemi di salute
Cornwell ha sofferto di anoressia nervosa e depressione, che ha avuto inizio nella sua tarda adolescenza. Ha parlato apertamente di soffrire di disturbo bipolare, ma nel 2015 ha affermato che le era stato diagnosticato erroneamente.
Il 10 gennaio 1993, la Cornwell si schiantò con la sua Mercedes-Benz mentre era sotto l'influenza dell'alcol. Riconosciuta colpevole di guida in stato di ebbrezza, ha dovuto trascorrere 28 giorni in un centro di trattamento.

## Opere

### Romanzi con Kay Scarpetta
1. Postmortem (Postmortem, 1990) (Mondadori, 1994) ISBN 88-04-39999-6
2. Oggetti di reato (Body of Evidence, 1991) (Mondadori, 1992) ISBN 88-04-37374-1
3. Quel che rimane (All That Remains, 1992) (Mondadori, 1993) ISBN 88-04-39072-7
4. Insolito e crudele (Cruel and Unusual, 1993) (Mondadori, 1995) ISBN 88-04-42333-1 (vincitore Gold Dagger Award 1993)
5. La fabbrica dei corpi (The Body Farm, 1994) (Mondadori, 1996) ISBN 88-04-43343-4
6. Il cimitero dei senza nome (From Potter's Field, 1995) (Mondadori, 1997) ISBN 88-04-45678-7
7. Causa di morte (Cause of Death, 1996) (Mondadori, 1998) ISBN 88-04-46482-8
8. Morte innaturale (Unnatural Exposure, 1997) (Mondadori, 1998) ISBN 88-04-47381-9
9. Punto di origine (Point of Origin, 1998) (Mondadori, 1999) ISBN 88-04-48135-8
10. Cadavere non identificato (Black Notice, 1999) (Mondadori, 2000) ISBN 88-04-49112-4
11. L'ultimo distretto (The Last Precinct, 2000) (Mondadori, 2001) ISBN 88-04-50570-2
12. Calliphora (Blow Fly, 2003) (Mondadori, 2003) ISBN 88-04-54767-7
13. La traccia (Trace, 2004) (Mondadori, 2005) ISBN 88-04-53715-9
14. Predatore (Predator, 2005) (Mondadori, 2006) ISBN 88-04-55098-8
15. Il libro dei morti (Book of the Dead, 2007) (Mondadori, 2007) ISBN 88-04-56424-5
16. Kay Scarpetta (Scarpetta, 2008) (Mondadori, 2009) ISBN 88-04-58336-3
17. Il fattore Scarpetta (The Scarpetta Factor, 2009) (Mondadori, 2010) ISBN 88-04-60136-1
18. Autopsia virtuale (Port Mortuary, 2010) (Mondadori, 2011) ISBN 88-04-61137-5
19. Nebbia rossa (Red Mist, 2011) (Mondadori, 2012) ISBN 978-88-04-61480-7
20. Letto di ossa (The Bone Bed, 2012) (Mondadori, 2013) ISBN 978-88-04-62674-9
21. Polvere (Dust, 2013) (Mondadori, 2014) ISBN 88-04-63606-8
22. Carne e sangue (Flesh and Blood, 2014) (Mondadori, 2014) ISBN 978-88-04-64719-5
23. Cuore depravato (Depraved heart, 2015) (Mondadori, 2015) ISBN 978-88-04-65787-3
24. Caos (Chaos, 2016) (Mondadori, 2016) ISBN 978-88-04-66595-3
25. Autopsia (Autopsy: A Scarpetta Novel, 2021) (Mondadori, 2022) ISBN 978-88-04-74673-7
26. Livore (Livid, 2022), (Mondadori, 2022) ISBN 978-88-04-77066-4
27. Cause innaturali (Unnatural Death, 2023), (Mondadori, 2024) ISBN 978-88-04-78185-1
28. Identità sconosciuta  (Identity Unknown, 2024)

### Romanzi con il Capitano Calli Chase
1. Quantum - Il primo caso del Capitano Calli Chase (Quantum, 2019) (Mondadori, 2019) ISBN 978-88-04-72494-0
2. Spin - Il secondo caso del Capitano Calli Chase (Spin, 2021) (Mondadori, 2021) - ISBN 978-88-04-73981-4

### Romanzi con Judy Hammer, Andy Brazil e Virginia West
- Il nido dei calabroni (Hornet's Nest, 1997) (Mondadori, 1997) ISBN 88-04-45419-9
- Croce del Sud (Southern Cross, 1999) (Mondadori, 1999) ISBN 88-04-48620-1
- L'isola dei cani (Isle of Dogs, 2001) (Mondadori, 2002) ISBN 88-04-52095-7

### Romanzi con Win Garano
- A rischio (At Risk, 2006) (Mondadori, 2006) ISBN 88-04-56174-2
- Al buio (The Front, 2008) (Mondadori, 2008) ISBN 978-88-04-57872-7

### Altre opere
- (An Uncommon Friend: The Authorized Biography of Ruth Bell Graham precedentemente A Time for Remembering, 1983)
- (Ruth, a Portrait: The Story of Ruth Bell Graham, 1997)
- La cena di Natale: a tavola con Kay Scarpetta (Scarpetta's Winter Table, 1998) (Mondadori, 1999)
- La piccola fiaba della vita (Life's Little Fable, 1999) (Mondadori, 1999) ISBN 88-04-46830-0
- (Food to Die for: Secrets from Kay Scarpetta's Kitchen, 2002)
- Ritratto di un assassino: Jack lo Squartatore. Caso chiuso (Portrait of a Killer: Jack the Ripper - Case Closed, 2002) (Mondadori, 2002) ISBN 88-04-53276-9
- (Chasing the ripper, 2014)

## Filmografia
- 1989 - Freddy's Nightmares (Telefilm) - apparizione come attrice nell'episodio "Identity Crisis" (1x21)
- 1991 - Matlock (Telefilm) - apparizione come attrice nell'episodio "The Formula" (5x17)
- 1999 - ATF (Film TV) - storia e sceneggiatura
- 2010 - A RISCHIO (Film TV) - film tratto dal suo libro
- 2010 - AL BUIO (Film TV) - film tratto dal suo libro
- 2012 - Criminal Minds (Telefilm) - apparizione come se stessa nell'episodio 11 della 7ª stagione.
- 2012 - Il nido dei calabroni, film televisivo dall'omonimo romanzo, diretto da Millicent Shelton